# Élection de Miss Nationale 2011
 (février 2017).
L'élection de Miss Nationale 2011 est la première élection de Miss Nationale du Comité Geneviève de Fontenay, créé en 2010, qui s'est déroulée le 5 décembre 2010 à la Salle Wagram, dans le 17e arrondissement de Paris.
Elle a été remportée par Barbara Morel, Miss Provence 2010.

## Cérémonie
Le jury, présidé par Henry-Jean Servat, est composé de Ivan Levaï, Alain Boghossian, Bernard Laporte, Alan Simon, Julie Leclerc, Laura Flessel-Colovic, Sophie Perin (Miss France 1975) et Mareva Georges (Miss France 1991). La gagnante est élue par les membres du jury durant une cérémonie présentée par Élodie Gossuin (Miss France et Miss Europe 2001) et Jacky.

## Classement

### Classement final
| Résultats finaux    | Candidates                                         |
| ------------------- | -------------------------------------------------- |
| Miss Nationale 2011 | - Miss Provence - Barbara Morel                    |
| 1re dauphine        | - Miss Artois-Cambrésis-Hainaut - Mégane Demouvaux |
| 2e dauphine         | - Miss Loire-Forez - Caroline Fayolle              |
| 3e dauphine         | - Miss Paris-Île-de-France - Aurélie Quinchard     |
| 4e dauphine         | - Miss Normandie - Laura Maurey                    |
| 5e dauphine         | - Miss Bretagne - Justine Pétaut                   |
| 6e dauphine         | - Miss Languedoc-Roussillon - Jordane Scarpato     |

### Votes
| Miss                          | Pourcentage |
| ----------------------------- | ----------- |
| Miss Provence                 | 21,2 %      |
| Miss Artois-Cambrésis-Hainaut | 19 %        |
| Miss Loire-Forez              | 15 %        |
| Miss Paris-Île-de-France      | 13 %        |
| Miss Normandie                | 10,7 %      |
| Miss Bretagne                 | 10,6 %      |
| Miss Languedoc-Roussillon     | 10,5 %      |

### Prix attribués
| Prix                                | Candidates                           |
| ----------------------------------- | ------------------------------------ |
| Prix de la Sympathie                | - Miss Lorraine - Marina Roque       |
| Prix de l'Élégance balnéaire Gottex | - Miss Guadeloupe - Géraldine Torudu |
| Prix des Mannequins Stella Forest   | - Miss Polynésie - Ina Pater         |
| Prix du Charme pétillant            | - Miss Alsace - Marjory Zahydko      |
| Prix Louis de Fontenay              | - Miss Franche-Comté - Marina Pinto  |

## Jury
| Membre                | Membre                        | Notes |
| --------------------- | ----------------------------- | --- |
| Henry-Jean Servat     | Henry-Jean Servat (président) | Écrivain, journaliste et chroniqueur.                                                                    |
| Sophie Perin          | Sophie Perin                  | Miss France 1975 et Miss International 1976.                                                             |
| Bernard Laporte       | Bernard Laporte               | Ancien rugbyman, homme d'affaires et homme politique, Secrétaire d'État chargé des Sports (2007 → 2009). |
| Ivan Levaï            | Ivan Levaï                    | Journaliste de presse écrite, de radio et de télévision.                                                 |
| Alan Simon            | Alan Simon                    | Auteur-compositeur, romancier et réalisateur.                                                            |
| Julie                 | Julie Leclerc                 | Animatrice de radio et de télévision.                                                                    |
| Laura Flessel-Colovic | Laura Flessel-Colovic         | Escrimeuse, membre du Conseil économique, social et environnemental (2010 → 2015).                       |
| Alain Boghossian      | Alain Boghossian              | Ancien footballeur.                                                                                      |
| Mareva Georges        | Mareva Georges                | Miss France 1991.                                                                                        |

## Candidates
| Région                        | Nom                     | Age | Taille | Résidence                 | Notes                                               |
| ----------------------------- | ----------------------- | --- | ------ | ------------------------- | --------------------------------------------------- |
| Miss Albigeois Midi-Pyrénées  | Julie Dos Santos        | 20  | 1,76 m | Parisot                   |                                                     |
| Miss Alsace                   | Marjory Zahydko         | 22  | 1,75 m | Wittelsheim               |                                                     |
| Miss Aquitaine                | Lisa Sautron            | 19  | 1,76 m | Sainte-Bazeille           | Représente la France à Miss Model of the World 2011 |
| Miss Artois-Cambrésis-Hainaut | Mégane Demouveaux       | 19  | 1,77 m | Haisnes                   |                                                     |
| Miss Béarn-Gascogne           | Morgane Chalmandrier    | 22  | 1,71 m | Pau                       |                                                     |
| Miss Bretagne                 | Justine Petaut          | 19  | 1,76 m | La Chapelle-des-Fougeretz |                                                     |
| Miss Centre-Limousin          | Emilie Boyer            | 21  | 1,72 m | Peyrilhac                 |                                                     |
| Miss Champagne-Ardenne        | Diana Pinho             | 20  | 1,70 m | Sedan                     |                                                     |
| Miss Côte d'Azur              | Charlotte Pétillon      | 20  | -      | Lyon                      |                                                     |
| Miss Dauphiné Rhône-Alpes     | Ludivine Rioury         | 20  | 1,71 m | Bourg-lès-Valence         |                                                     |
| Miss Flandre                  | Justine Somers          | 19  | 1,70 m | Loon-Plage                |                                                     |
| Miss Franche-Comté            | Marina Pinto            | 24  | 1,71 m | Froidefontaine            |                                                     |
| Miss Guadeloupe               | Géraldine Torudu        | 19  | 1,79 m | Les Abymes                |                                                     |
| Miss Languedoc-Roussillon     | Jordane Scarpato        | 20  | 1,74 m | Montpellier               | Représente la France à Top Model of the World 2014  |
| Miss Loire-Forez              | Caroline Fayolle        | 21  | -      | Saint-Etienne             |                                                     |
| Miss Lorraine                 | Marina Roque            | 21  | 1,74 m | Nancy                     |                                                     |
| Miss Normandie                | Laura Maurey            | 21  | 1,74 m | Bagnoles-de-l'Orne        | Représente la France à Miss International 2011      |
| Miss Orléanais Région Centre  | Kathleen Moreno Barbosa | 23  | 1,75 m | Beaugency                 |                                                     |
| Miss Paris Île-de-France      | Aurélie Quinchard       | 21  | 1,76 m | Rosny-sous-Bois           |                                                     |
| Miss Pays de la Loire         | Mounia Mortier          | 21  | 1,75 m | Soullans                  |                                                     |
| Miss Picardie                 | Sandra Castanheira      | 20  | 1,72 m | Méru                      |                                                     |
| Miss Poitou-Charentes         | Mégane Merlet           | 20  | 1,74 m | L'Absie                   |                                                     |
| Miss Polynésie                | Ina Pater               | 23  | 1,77 m | Papeete                   |                                                     |
| Miss Provence                 | Barbara Morel           | 19  | 1,76 m | Lambesc                   |                                                     |
| Miss Quercy-Rouergue          | Leila Jubenot           | 19  | 1,76 m | Castelsarrasin            |                                                     |